# Sericocoma angustifolia
Sericocoma angustifolia är en amarantväxtart som först beskrevs av Horace Bénédict Alfred Moquin-Tandon, och fick sitt nu gällande namn av Joseph Dalton Hooker. Sericocoma angustifolia ingår i släktet Sericocoma och familjen amarantväxter. Inga underarter finns listade i Catalogue of Life.